# Puits d'Enfer
Ne doit pas être confondu avec Dunes du Puits d'Enfer.

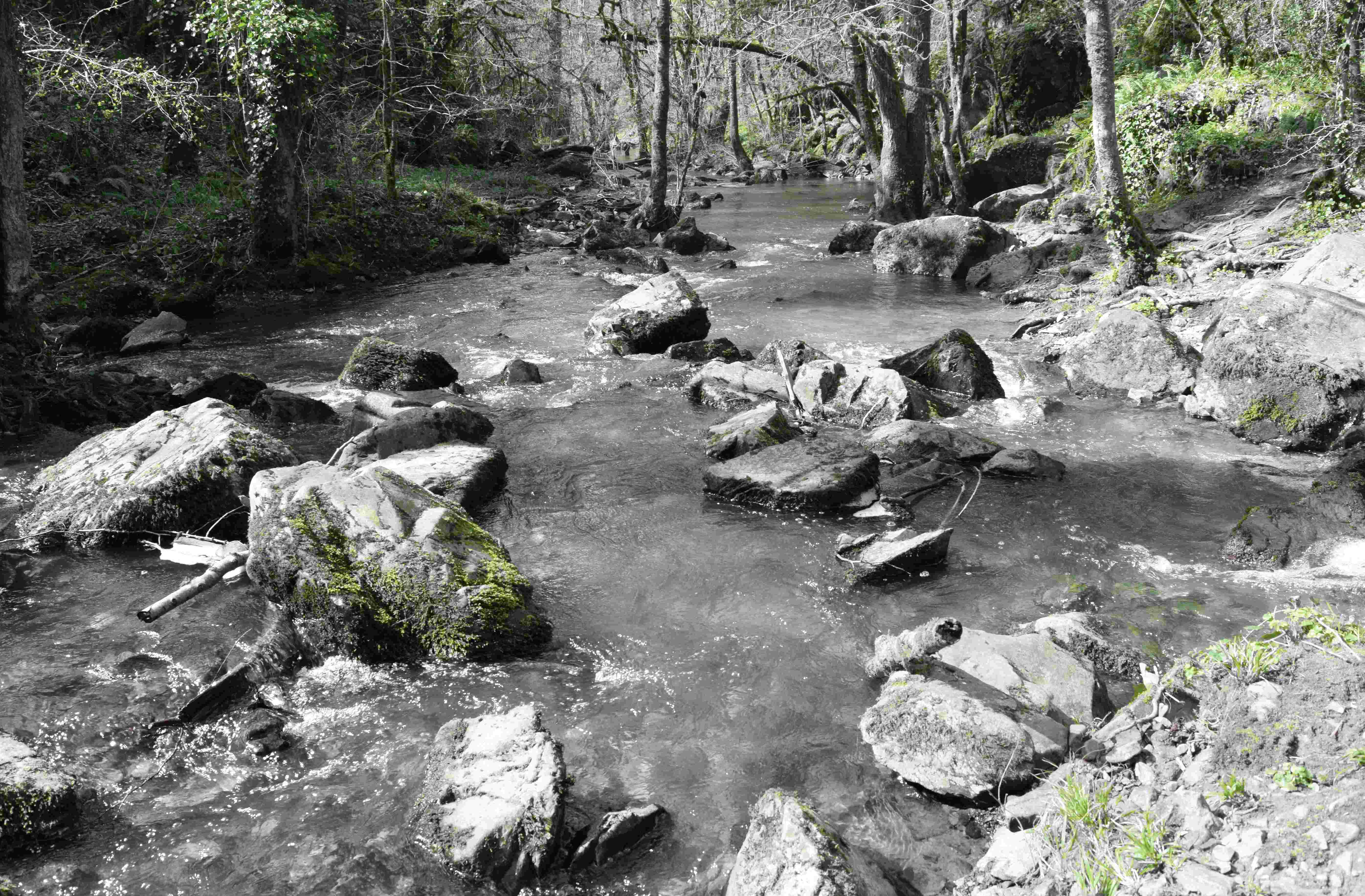
Le Puits d'Enfer à Exireuil en Deux-Sèvres.

Le Puits d'Enfer est tout d'abord un ruisseau, affluent de la rive droite de la Sèvre Niortaise, qui coule en Haut Val de Sèvre.
Ce cours d'eau sert de limite d'une part entre les communes de Saint-Maixent-l'École et Nanteuil, et d'autre part entre Nanteuil et Exireuil.
Son nom lui vient du site du Puits d'Enfer où le ruisseau s'inscrit dans un vallon rocheux et profond d'environ 50 mètres.
En amont de la « cascade », le moulin du Puits d'Enfer est voisin d'une retenue d'eau où se rencontrent deux autres ruisseaux : le Rabané et la Renardière.

## Légende du Puits d’Enfer
Ce site est connu principalement pour sa légende.
Autrefois, vers l'an 1000, un paysan d’Exireuil qui avait des prairies à Nanteuil devait traverser le ruisseau du Puits d'Enfer pour se rendre de sa ferme aux pâturages.
Un matin, l'orage menaçant, il décide, même si c'était dimanche, de récupérer l'herbe fauchée la veille.
Le chargement fait, il repart de son pré, et traversant le ruisseau au-dessus de la « cascade », l'un des bœufs glisse, emportant avec lui au fond du Puits d'Enfer, tout l'équipage dont le brave paysan... personne ne les revit jamais.

## Une zone d’intérêt écologique

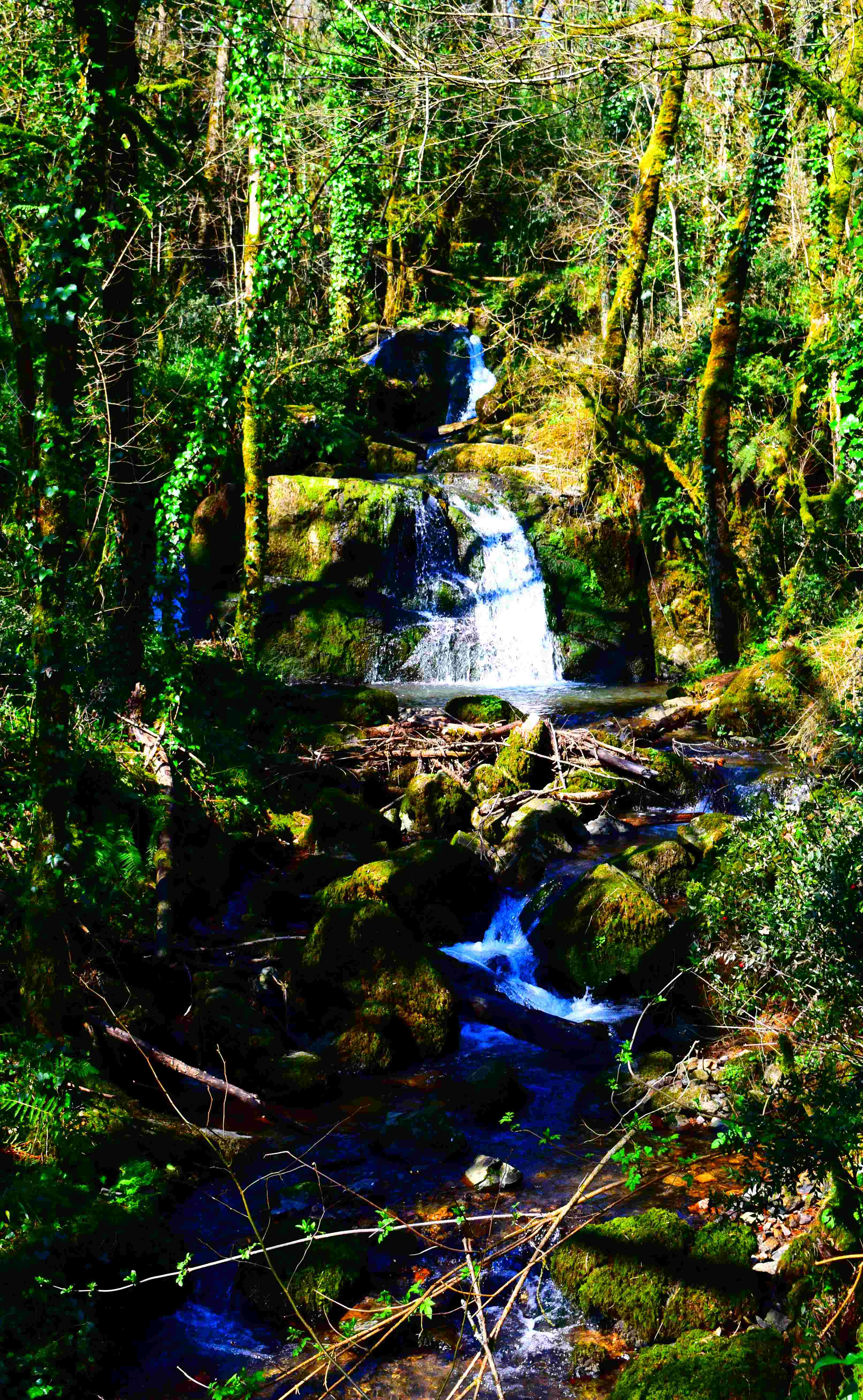
Le Puits d'Enfer - Exireuil - Deux-Sèvres

Le vallon présente un véritable intérêt biologique:
Des articles sont consacrés à l'intérêt écologique du Puits d'Enfer sur le site de la Biodiversité en Poitou-Charentes ou encore du ZNIEFF (Zones Naturelles d’Intérêt  Ecologique, Faunistique et Floristique).

## Un intérêt touristique
Le Puits d'Enfer, doté de chemins de randonnées balisés, est un site touristique majeur du Haut Val de Sèvre. Il est fréquenté par les habitants et par les touristes.
Des articles lui sont dédiés sur le site de l'Office de Tourisme Haut Val de Sèvre, sur le site de l'Agence de développement touristique des Deux-Sèvres et sur le site international Trip Advisor .

## Autres points d'intérêts à proximité
À Exireuil : le barrage de la touche poupard
La ville de Saint-Maixent-l'École, son abbatiale, et le Musée du Sous-Officier.
À Bougon : le Musée des Tumulus de Bougon
À Pamproux : la Côte Belet à Pamproux
À Cherveux : le château de Cherveux